# Кошава-2
Кошава-2 је двоседа једрилица намењена за прелазну обуку једриличара. Направљена је од стаклопластике а производила се у ФАЈ Јастреб из Вршца.

## Пројектовање и развој
Када је дрво престало да буде основни материјал за изградњу ваздухопловних једрилица а појавила се стаклопластика, ВТЦ из Вршца је желео да нашу најуспешнију једрилицу Кошаву направи од фибергласа. Зато је 1975. године ангажован пројектант прве Кошаве инж. Милош Илић на пројекту који је назван Кошава 2.

### Технички опис
Труп једрилице Кошава 2-С заједно са вертикалним стабилизатором представља целину и направљен је од стаклопластике (фибергласа). Оплата трупа је комбинација сендвича и ламината од платна. Централни део трупа садржи носаче за све прикључне елементе (крила, стајни трап итд) а вертикални стабилизатор прима хоризонталне репне површине.
Кабина пилота је смештена у кљуну једрилице довољно је пространа да се у њој налазе два пилотска седишта у тандем распореду, један иза другог. Без проблема се у њој могу сместити два пилота висине до 190 cm и укупне тежине до 190 kg а да пегледност са оба места буде задовољавајућа. Једрилица је опремљена дуплим командама са истоветним инструмент таблама на којима се налазе основни пилотски и навигациони инструменти. На посебан захтев једрилицу је могуће опремити и додатним уређајима: радио станицом, GPS-ом, кисеоничким уређајем итд. Поклопци кабине су дводелни, посебно за ученика и инструктора. Направљени су од плекси стакла и отварају се на бочну страну. Опремљени су механизмом за лако одбацивање у случају ванредне опасности.
Крила су направљена по сендвич принципу, оплата од стаклених влакана а испуна ПВЦ пена. Ремењаче крила која су кутијастог облика су такође направљена од стаклопластике као и оплата крила и чине јединствену целину. Крилца су везана за другу ремењачу помоћу шарки. Веза крило-труп је изведена тако да су оба крила директно спојена преко система корена са главним сворњаком а веза са трупом је остварена преко торзионих прикључака. Крила су опремљена аеродинамичким кочницама Schempp-Hirth.
Стајни трап једрилице се састоји од увлачећег гуменог точка са добош кочницом, који се налази испод кабине пилота и еластичне дрљаче на репу једрилице.
У случају друмског транспорта, демонтажа и монтажа једрилице је веома једноставна и брзо је могуће обавити. Замена оштећених великих склопова је знатно олакшана што је чини лаком за одржавање и у аеродромским условима.

## Карактеристике
Карактеристике наведене овде се односе на једрилицу Кошава-2 а према изворима
| Финеса      | 1 : 35 при брзини 83 km/h |
| Перформансе | - максимална брзина 225 km/h - минимална брзина 67 km/h - макс. брзина на витлу 110 km/h - макс. брзина аеро вуче 125 km/h - минимално пропадање 0,78 m/s при брзини 78 km/h                   |
| Димензије   | - размах крила 18,00m - дужина трупа 8,38m - висина једрилице 1,02m - ширина трупа 0,6m - површина крила 16,85m² - виткост крила 19,25 - аеропрофил крила - макс. оптеречење крила; 33,83kg/m² |
| Маса        | - сопствена 350 kg - полетна 570 kg - водени баланс; нема |

## Оперативно коришћење
Намена једрилице Кошава-2 је да оспособи једриличара за самостално летење и испуњење услова за стицање виших једриличарских звања. Једрилица омогућава летење без спољне видљивости, високо летење на таласима а може да изводи и основне акробације.

## Сачувани примерци
Једрилица Кошава-2 без регистарског броја, Серијски № 1, производ ФАЈ Јастреб Вршац се чува у депоу Музеја ваздухопловства на аеродрому "Никола Тесла" у Београду.

## Земље које су користиле ову једрилицу
- Југославија
- Србија
- Словенија